# Євген Мазель
Ежен Мазель (1826—1890) — французький підприємець (у галузі прянощів) та ботанік-аматор. Він спроєктував і створив Bambouseraie de Prafrance у Гарі, який зберігся до сьогодні. Після подорожі на Далекий Схід, де вивчав шовковичні дерева, необхідні для вирощування шовкопрядів, він привіз із собою кілька видів бамбука.

## Деякі публікації

### Книги
- 1940 рік.

## Оцінки
1. ↑  http://lloviendohistorias.blogspot.com.ar/2012/02/la-bambouseraie-un-pedazo-de-laos-en-la.html
2. ↑  2011. La Guía Verde Languedoc Roussillon. Autor y editor Michelin. 480 pp. ISBN 2-06-714262-3 pp. 109
3. ↑  IPNI,  E.Mazel

- «Eugène Mazel». Índice Internacional de Nombres de las Plantas (IPNI). Real Jardín Botánico de Kew, Herbario de la Universidad de Harvard y Herbario nacional Australiano (eds.).